# Toyota Corolla E70
Pour les articles homonymes, voir E70.
Toyota Corolla (E70). 1979-87 (environ 3 500 000 approximativement au Japon). 2 - et berline de 4 portes, fourgon de 3 portes, break 5 portes, coupé 2 portes, coupé fastback 3 portes, berline avec hayon arrière  3 portes. Propulsion à moteurs avant, 4 cylindres en ligne : 1 290 cm³, 1 495 cm³, 1 770 cm³, 1 490 cm³, 1 587 cm³ (simple et double arbre à cames en tête). Les berlines ont même été construites en Australie en 1987.